# 유수프 데미르
유수프 데미르(독일어: Yusuf Demir, 2003년 6월 2일 ~ )는 오스트리아의 축구 선수이다. 그의 포지션은 윙어로, 현재 스위스 슈퍼리그의 바젤에서 활약하고 있다.

## 클럽 경력

### 어린 시절
유수프 데미르는 2003년 6월 2일 오스트리아 빈에서 튀르키예계 부모 사이에서 태어났으며 튀르키예 트라브존에 가족이 뿌리를 두고 있다.

### 라피트 빈
2019년 5월 26일, 데미르는 라피트 빈과 프로 계약을 맺었다. 2019년 12월 14일, 데미르는 3-0으로 이긴 아드미라와의 리그 경기에서 프로 데뷔전을 치렀다. 2020년 9월 15일, 데미르는 헨트와의 UEFA 챔피언스리그 3차 예선전에서 라피드 빈 소속으로 17세 3개월 13일의 나이로 골을 넣어, 1994년 17세 10개월 27일의 게르트 비머 이래 최연소 오스트리아 득점자가 되었다.

### 바르셀로나
2021년 7월, 바르셀로나는 €500,000의 임대료를 지불하고 라피트 빈 소속 데미르와 1시즌 임대 계약을 맺었다고 발표했고, €10M의 이적료로 완전 영입할 수 있는 옵션이 주어졌지만, 선수가 10경기에 출전할 경우 구단은 의무적으로 완전 영입 옵션을 발동해야 한다.
2021년 8월 23일, 데미르는 아틀레틱 빌바오와의 경기에서 데뷔전을 치렀다. 그는 61분 마르틴 브레이스웨이트와 교체되어 출전하였고, 2004년 리오넬 메시 (17세 114일) 이래 바르셀로나의 최연소 외국인 데뷔 선수가 되었다.
2021년 8월 31일, 데미르는 2군 바르셀로나 B에서 활약할 것으로 전망됐지만 1군 선수로 등록되었다. 그는 이전에 우스만 뎀벨레가 착용한 등번호인 11번을 배정받았다.
2022년 1월 13일, 임대 계약이 종료되었고, 데미르는 오스트리아로 복귀했다.

### 갈라타사라이
2022년 9월 8일, 그는 갈라타사라이와 4년 계약을 맺었다. €6M의 이적료가 전 소속팀인 라피트 빈에 지불될 것이라고 발표되었다.

## 국가대표팀 경력
데미르는 오스트리아 청소년 국가대표이다. 그는 2021년 3월 28일, 3-1로 이긴 페로 제도와의 2022년 FIFA 월드컵 예선에서 오스트리아 성인 대표팀 데뷔전을 치렀다